# Поход динозавров
Поход динозавров (англ. March of the Dinosaurs) — полнометражный английский мультфильм 2011 года. По сюжету примыкает к телесериалу «Прогулки с динозаврами» и является, по сути дела, спин-оффом последнего.

## Сюжет
Действие мультфильма разворачивается приблизительно 70 миллионов лет назад, во время мелового периода, на территории Северной Америки. Его основные герои — двое юных динозавров: эдмонтозавр по прозвищу Шрам, и троодон Пэтч. До поры, до времени их жизнь протекала более или менее безоблачно: Шрам пасся в зелёных зарослях вместе со своими сородичами, а Пэтч охотился на мелких зверьков. Но вот полярное лето подходит к концу, и жизнь обоих юнцов круто изменяется. Эдмонтозавры отправляются в далёкое путешествие на южные земли, чтобы провести там зимние месяцы. Вместе с ними уходит и Шрам. Напротив, Пэтч и его сородичи остаются на севере, где им предстоит пережить долгую полярную ночь.
В пути Шрам отстаёт от своей семьи. Теперь он вынужден сам заботиться о себе и искать дорогу на юг; к тому же его преследует злобный горгозавр.

## Перечень динозавров и других животных, показанных в фильме
- Эдмонтозавры
- Троодоны
- Эдмонтония
- Кетцалькоатль
- Хасмозавры
- Пахиринозавры
- Альбертозавры
- Горгозавр
- Прогнатодоны
- Дидельфодоны

События, показанные в мультфильме, основаны на данных, полученных в ходе палеонтологических исследований, проводившихся на Северо-Западе Канады.